# 박재훈 (기자)
박재훈(朴宰勳, 1973년 ~ )은 대한민국의 mbc 보도국 기자이다. 

## 학력
- 연세대 신문방송학과 학사
- 연세대 언론홍보대학원 석사

## 경력
2000~ 	MBC 보도국 국제부 기자
2002~ 	MBC 보도국 사회부 기자
2003~ 	MBC 보도국 문화부 기자
2004~ 	MBC 보도국 사회2부 기자
2004~ 	MBC 보도국 사회1부
2006~ 	MBC 특임2CP
2007~ 	MBC 보도국 정치국제에디터 정치팀 기자
2015.11~ 	MBC 보도국 편집2센터 뉴스투데이 편집부 앵커
2020.9 미래정책실 신사업전략팀장 2023.3 기획조정본부 대외협력팀장 2024.4~현	MBC 뉴스룸 편집센터장(부국장) 겸 뉴스센터A개편TF